# Fosfodiesterasa 8
La fosfodiesterasa 8 (PDE8) (EC 3.1.4.53) es una enzima que cataliza la reacción de hidrólisis del fosfato cíclico del adenosín monofosfato cíclico (cAMP) que es un regulador importante de procesos fisiológicos.
cAMP + H2O {\displaystyle \rightleftharpoons } AMP
Las fosfodiesterasas cíclicas (PDEs) son una familia de enzimas relacionadas con las fosfohidrolasas que catalizan selectivamente la hidrólisis de los enlaces 3' fosfato cíclico en los 3',5' monofosfatos cíclicos de adenosina y/o guanina (cAMP y/o cGMP). Regulan los niveles celulares, localización y duración de la acción de estos mensajeros secundarios controlando su velocidad de degradación. Hay 11 tipos de PDEs, llamadas PDE1-11. La PDE4, 7 y 8 degradan selectivamente cAMP. La PDE5, 6 y 9 degradan selectivamente cGMP y la PDE1, 2, 3, 10 y 11 degradan los dos nucleótidos cíclicos. Cada tipo de PDE tiene una distribución de tejidos específica. Estas enzimas participan en muchas rutas de señalización y sus funciones incluyen la proliferación y contracción del músculo liso vascular, contractilidad cardiaca, agregación de plaquetas, secreción de hormonas, activación de células inmunes, y también participan en el aprendizaje y en la memoria.
En el ser humano se conocen dos isozimas de esta proteína según la siguiente tabla.
|              | Fosfodiesterasa 8A | Fosfodiesterasa 7B |
| ------------ | --- | --- |
| Símbolo      | PDE8A | PDE8B |
| Isoformas(*) | Total 5. PDE8A1, PDE8A2, PDE8A3, PDE8A4, PDE8A5. | Total 6. PDE8B1, PDE8B2, PDE8B3, PDE8B4, O95263-5, O95263-6. |
| Funciones    | Hidrólisis de cAMP. Puede que participe en mantener los niveles basales del cAMP y/o en la regulación del cAMP en el desarrollo de las células germinales.                                                                | Hidrólisis de cAMP. Puede que participe en señalización específica en la glándula tiroides. |
| Cofactor     | Se une a 2 cationes metálicos divalentes por subunidad. El sitio 1 se une preferentemente a iones zinc. El sitio 2 tiene preferencia por iones magnesio y/o manganeso.                                                    | Se une a 2 cationes metálicos divalentes por subunidad. El sitio 1 se une preferentemente a iones zinc. El sitio 2 tiene preferencia por iones magnesio y/o manganeso. |
| Regulación   | Inhibida por dipiridimol. No es sensible a los inhibidores selectivos de las PDEs incluyendo rolipram y zaprinast. No es sensible al inhibidor no selectivo 3-isobutil-1-metilxantina (IBMX). No es afectada por el cGMP. | Inhibida por dipiridimol. No es sensible a los inhibidores selectivos de las PDEs incluyendo rolipram y zaprinast. No es sensible al inhibidor no selectivo 3-isobutil-1-metilxantina (IBMX). No es afectada por el cGMP. |
| Tejidos      | Se expresa en muchos tejidos a excepción del timo y los leucocitos de la sangre periférica. | Se expresa abundantemente en el tiroides. Se expresa débilmente en el cerebro, médula espinal y placenta. En el tiroides predomina la isoforma PDE8B1, y las isoformas PDE8B2 y O95263-6 son altamente expresadas. En la placenta las isoformas PDE8B1 y PDE8B2 se expresan por igual. En el cerebro la isoforma PDE8B2 predomina. |
| Dominios     | Compuesta de un dominio C-terminal catalítico que contiene dos sitios de unión para metales divalentes y de un dominio N-terminal regulador.                                                                              | Compuesta de un dominio C-terminal catalítico que contiene dos sitios de unión para metales divalentes y de un dominio N-terminal regulador. |

(*) Las isoformas se listan según el orden de número de isoforma de la base de datos UniProtKB. La primera isoforma listada es la secuencia canónica.